# 石本康隆
石本 康隆（いしもと やすたか、1981年10月10日 - ）は、日本の元プロボクサー。香川県高松市出身。元WBOインナーナショナルスーパーバンタム級王者。第39代日本スーパーバンタム級王者。帝拳ボクシングジム所属。

## 来歴
中学2年の時にボクシングを始める。20歳の時に上京し、帝拳ジムに入門した。
2002年11月16日、スーパーフライ級でプロデビュー。4回判定勝利を収めた。
2005年、第62回東日本新人王トーナメントスーパーフライ級部門決勝に出場、杉田純一郎（ヨネクラ）に0-2の判定負けを喫するも準優勝を果たす。
2010年、東日本ボクシング協会、平成22年3月度・月間新鋭賞受賞
。
2011年10月15日、最強後楽園に出場し、優勝。技能賞を獲得。
2012年2月13日、日本スーパーバンタム級王者芹江匡晋（伴流）に3-0の判定負け。王座獲得失敗。
2013年4月6日、ザ・ベネチアン・マカオ内コタイ・アリーナで元WBO世界スーパーバンタム級王者でWBO世界スーパーバンタム級1位のウィルフレド・バスケス・ジュニア（プレルトリコ）に2-0の判定勝ちを収め王座を獲得。
2013年9月7日、後楽園ホールでイグナシオ・バレンズエラと124ポンド契約10回戦を行い、バレンズエラの3回終了時棄権によりバスケス・ジュニア戦の凱旋試合を白星で飾った。10月10日、東日本ボクシング協会の月間MVPに選出された。
2014年5月31日、ザ・ベネチアン・マカオ内コタイ・アリーナでクリス・アバロスとIBF世界スーパーバンタム級挑戦者決定戦を行い、8回44秒TKO負けを喫しキコ・マルチネスへの挑戦権獲得に失敗した。
2014年12月6日、大竹秀典の王座返上に伴い元OPBF東洋太平洋スーパーバンタム級王者で日本スーパーバンタム級1位の小國以載と日本スーパーバンタム級王座決定戦を行い、0-3（94-96、94-96、95-96）の判定負けを喫し王座獲得に失敗した。
2015年4月4日、後楽園ホールで行われた「第536回ダイナミックグローブ」で宇津見義広とスーパーバンタム級8回戦を行い、7回2分11秒、3-0（3者共68-65）の負傷判定勝ちを収め再起を果たした。
2015年8月7日、後楽園ホールで行われた「ホープフルファイトvol.19」で古橋岳也とスーパーバンタム級8回戦を行い、8回3-0（76-75、77-76、77-75）の判定勝ちを収めた。
2015年12月21日、後楽園ホールで行われた「DANGAN149」で久我勇作と日本スーパーバンタム級王座決定戦を行い、10回3-0（96-94、96-95×2）の判定勝ちを収め王座獲得に成功した。12月25日、東日本ボクシング協会の月間敢闘賞に選出された。
2016年4月2日、後楽園ホールで藤原陽介と対戦し、10回3-0（3者共98-90）の判定勝ちを収め初防衛に成功した。
2016年10月1日、後楽園ホールで行われた「第554回ダイナミックグローブ」で古橋岳也と対戦し、10回2分27秒TKO勝ちを収め2度目の防衛に成功した。11月1日、東日本ボクシング協会の月間MVPに選出された。
2016年11月7日、高松市観光大使を委託された。
2017年2月4日、後楽園ホールで行われた「第558回ダイナミックグローブ」で久我勇作と対戦し、2回2分49秒TKO負けを喫し3度目の防衛に失敗、王座から陥落した。
2017年7月18日、後楽園ホールで行われた「第563回ダイナミックグローブ」でアルネル・バコナヘと124ポンド契約10回戦を行い、7回2分38秒KO勝ちを収め再起を果たした。
2017年11月4日、後楽園ホールで行われた「ダイナミックグローブ」で日本スーパーバンタム級1位の中川勇太と最強挑戦者決定戦を行い、8回2-1（77-76×2、76-77）の判定勝ちを収め久我勇作への挑戦権獲得に成功した。
2017年12月3日、上述の中川戦で眼窩底骨折を負ったため、チャンピオンカーニバルへの出場を辞退した。
2018年1月17日、自身のブログ上で現役引退を表明した。

## 人物
- 小学校時代はサッカー部、中学校時代には卓球部に所属していた。また、この卓球部には、パンクラス稲垣組所属・元DEEPバンタム級王者、元フェザー級キング・オブ・パンクラシストの前田吉朗も所属しており、同学年の石本と共に汗を流す。二人は今現在もお互いの試合を観に行ったり、それぞれのブログに度々登場するなど変わらぬ親交を深めている。

- 入場曲は石本のこよなく愛するHi-STANDARD の「brand new sunset」。本人のブログによると石本自身と仲間との思い出のバンドであり、大切な曲だと語っている。

## 戦績
プロボクシング：40戦31勝（9KO）9敗
| 戦           | 日付           | 勝敗 | 時間     | 内容        | 対戦相手                           | 国籍           | 備考                                                     |
| ------------ | -------------- | ---- | -------- | ----------- | ---------------------------------- | -------------- | -------------------------------------------------------- |
| 1            | 2002年11月16日 | 勝利 | 4R       | 判定3-0     | 米津伸生（小熊）                   | 日本           | プロデビュー戦                                           |
| 2            | 2003年9月27日  | 勝利 | 4R       | 判定3-0     | 高野剛（国分寺サイトー）           | 日本           |                                                          |
| 3            | 2004年1月17日  | 敗北 | 4R       | 判定1-2     | 芹江匡晋（伴流）                   | 日本           |                                                          |
| 4            | 2004年7月14日  | 敗北 | 4R       | 判定0-2     | 池田仙三（ドリーム）               | 日本           | 第61回東日本新人王トーナメントスーパーフライ級部門予選   |
| 5            | 2004年12月4日  | 勝利 | 2R       | KO          | 松田貴之（新松戸高橋）             | 日本           |                                                          |
| 6            | 2005年4月12日  | 勝利 | 4R       | 判定3-0     | 中川健太（ロッキー）               | 日本           | 第62回東日本新人王トーナメントスーパーフライ級部門予選   |
| 7            | 2005年6月14日  | 勝利 | 4R       | 判定3-0     | 臼井祐介（石川）                   | 日本           | 第62回東日本新人王トーナメントスーパーフライ級部門予選   |
| 8            | 2005年9月27日  | 勝利 | 4R       | 判定3-0     | 白井一彰（渡嘉敷）                 | 日本           | 第62回東日本新人王トーナメントスーパーフライ級部門準決勝 |
| 9            | 2005年11月3日  | 敗北 | 6R       | 判定0-2     | 杉田純一郎（ヨネクラ）             | 日本           | 第62回東日本新人王トーナメントスーパーフライ級部門決勝   |
| 10           | 2006年8月5日   | 勝利 | 3R       | TKO         | 早野吉男（尼崎亀谷）               | 日本           |                                                          |
| 11           | 2006年12月16日 | 勝利 | 6R       | 判定3-0     | 阿部伸吾（小熊）                   | 日本           |                                                          |
| 12           | 2007年4月14日  | 勝利 | 6R       | 判定2-0     | 大北正人（角海老宝石）             | 日本           |                                                          |
| 13           | 2007年8月11日  | 勝利 | 8R       | 判定2-0     | サラゴサ上間（沖縄ワールドリング） | 日本           |                                                          |
| 14           | 2007年12月19日 | 敗北 | 8R       | 判定0-3     | 佐藤洋太（協栄）                   | 日本           |                                                          |
| 15           | 2008年5月30日  | 勝利 | 8R       | 判定3-0     | 永安 潤之介（川島）                | 日本           |                                                          |
| 16           | 2009年1月21日  | 勝利 | 3R       | TKO         | 橋口竣（正拳）                     | 日本           |                                                          |
| 17           | 2009年4月7日   | 敗北 | 8R       | 判定1-2     | 菊井徹平（花形）                   | 日本           |                                                          |
| 18           | 2009年11月7日  | 勝利 | 8R       | 判定3-0     | 和氣慎吾（古口）                   | 日本           |                                                          |
| 19           | 2010年3月12日  | 勝利 | 8R       | 判定2-1     | 蔦谷貴法（博多協栄）               | 日本           |                                                          |
| 20           | 2010年7月20日  | 勝利 | 8R       | 判定3-0     | 小泉雄大（川島）                   | 日本           |                                                          |
| 21           | 2010年12月4日  | 勝利 | 8R       | 判定3-0     | 川口裕（グリーンツダ）             | 日本           |                                                          |
| 22           | 2011年4月7日   | 勝利 | 8R       | 判定3-0     | 丸山有二（野口）                   | 日本           |                                                          |
| 23           | 2011年7月6日   | 勝利 | 6R       | 判定3-0     | 長井祐太（勝又）                   | 日本           |                                                          |
| 24           | 2011年10月15日 | 勝利 | 8R       | 判定3-0     | 塩谷悠（川島）                     | 日本           | 最強後楽園スーパーバンタム級決勝                         |
| 25           | 2012年2月13日  | 敗北 | 10R      | 判定0-3     | 芹江匡晋（伴流）                   | 日本           | 日本スーパーバンタム級タイトルマッチ                     |
| 26           | 2012年9月1日   | 勝利 | 7R       | TKO         | 田村啓（花形）                     | 日本           |                                                          |
| 27           | 2013年2月2日   | 勝利 | 3R 2:43  | TKO         | 内田義則（セレス）                 | 日本           |                                                          |
| 28           | 2013年4月6日   | 勝利 | 10R      | 判定2-0     | ウィルフレド・バスケス・ジュニア   | プエルトリコ   | WBOインターナショナルスーパーバンタム級タイトルマッチ    |
| 29           | 2013年9月7日   | 勝利 | 3R 3:00  | TKO         | イグナシオ・バレンスエラ           | メキシコ       |                                                          |
| 30           | 2014年2月1日   | 勝利 | 3R       | KO          | ズン・リンダム                     | インドネシア   |                                                          |
| 31           | 2014年5月31日  | 敗北 | 8R 0:44  | TKO         | クリス・アバロス                   | アメリカ合衆国 | IBF世界スーパーバンタム級挑戦者決定戦                    |
| 32           | 2014年12月6日  | 敗北 | 10R      | 判定0-3     | 小國以載（角海老宝石）             | 日本           | 日本スーパーバンタム級王座決定戦                         |
| 33           | 2015年4月4日   | 勝利 | 7R 2:11  | 負傷判定3-0 | 宇津見義広（ヨネクラ）             | 日本           |                                                          |
| 34           | 2015年8月7日   | 勝利 | 8R       | 判定3-0     | 古橋岳也（川崎新田）               | 日本           |                                                          |
| 35           | 2015年12月21日 | 勝利 | 10R      | 判定3-0     | 久我勇作（ワタナベ）               | 日本           | 日本スーパーバンタム級王座決定戦                         |
| 36           | 2016年4月2日   | 勝利 | 10R      | 判定3-0     | 藤原陽介（ドリーム）               | 日本           | 日本防衛1                                                |
| 37           | 2016年10月1日  | 勝利 | 10R 2:27 | TKO         | 古橋岳也（川崎新田）               | 日本           | 日本防衛2                                                |
| 38           | 2017年2月4日   | 敗北 | 2R 2:49  | TKO         | 久我勇作（ワタナベ）               | 日本           | 日本王座陥落                                             |
| 39           | 2017年7月18日  | 勝利 | 7R 2:38  | KO          | アルネル・バコナヘ                 | フィリピン     |                                                          |
| 40           | 2017年11月4日  | 勝利 | 8R       | 判定2-1     | 中川勇太（角海老宝石）             | 日本           | 日本スーパーバンタム級最強挑戦者決定戦                   |
| テンプレート |                |      |          |             |                                    |                |                                                          |

## 獲得タイトル
- WBOインターナショナルスーパーバンタム級王座
- 第39代日本スーパーバンタム級王座（防衛2）